# Боулдер-Сити (аэропорт)
Муниципальный аэропорт Боулдер-Сити (англ. Boulder City Municipal Airport), (ИАТА: BLD, ИКАО: KBVU, FAA LID: BVU) — коммерческий аэропорт, расположенный в 1,6 километрах к юго-западу от центрального района города Боулдер-Сити (округ Кларк, Невада, США). Находится в собственности муниципального самоуправления.

## История
Муниципальный аэропорт Боулдер-Сити был построен на замену прежней воздушной гавани города, известной в прошлом как «Аэропорт Баллок».
19 марта 2009 года в аэропорту был открыт новый терминал «Boulder City Aerocenter» площадью 2800 квадратных метров, в котором в настоящее время обслуживаются рейсы авиакомпаний Papillon Grand Canyon Helicopters, Grand Canyon Airlines и Scenic Airlines.

## Операционная деятельность
Муниципальный аэропорт Боулдер-Сити расположен на высоте 671 метра над уровнем моря, занимает территорию площадь в 210 гектар и эксплуатирует три взлётно-посадочные полосы с асфальтовым покрытием:
- 9L/27R размерами 671 х 18 метров;
- 9R/27L размерами 1463 х 23 метров и
- 15/33 размерами 1173 х 23 метров.

За период с 1 января по 31 декабря 2006 года муниципальный аэропорт Боулдер-Сити обработал 50 400 операций взлётов и посадок самолётов (в среднем 138 операций ежедневно), из них 79 % составили рейсы авиации общего назначения, 20 % рейсов пришлось на аэротакси и менее 1 % — на операции военно-воздушных сил страны. Аэропорт использовался в качестве базы для 232 воздушных судов, из которых 87 % — одномоторные самолёты, 6 % — многомоторные и 7 % — вертолёты.